# Salgueiro
Salgueiro, chorão, sinceiro, vime, vimeiro e salso são as plantas do género Salix, na família Salicaceae. É um género com perto de 400 espécies distribuídas em climas temperados e frios. Terão aparecido apenas na Era terciária. Inclui plantas de porte muito diverso desde arbustos e pequenas plantas rastejantes, até árvores de porte considerável, geralmente em solos úmidos. Nos parques e jardins, é muito comum o salgueiro-chorão (Salix x chrysocoma, Dode), árvore de ramos longos e pendentes que é um híbrido de salgueiro-branco (Salix alba, L.), muito comum na Europa, com uma espécie oriental (Salix babylonica, L.).
Em Portugal, além do salgueiro-branco, existem outras espécies de salgueiro nativas como o salgueiro-negro (Salix atrocinerea, Brot.).

## Etimologia
O nome latino Salix, ícis ('salgueiro') é um antigo panromânico - confiram-se as formas salcio (italiano antigo, "salice" italiano moderno), saule (francês), salze (catalão), sauce (espanhol), sinceiro (português). "Salgueiro" vem do termo latino salicariu. "Sinceiro" vem do termo latino salice, "salgueiro". "Vime" e "vimeiro" vêm do termo latino vimen.

## Medicina
A casca do tronco pode ser usada para produção da aspirina; é aliás do nome latino do salgueiro, Salix, que deriva o nome do ácido salicílico e do seu derivado ácido acetilsalicílico.

## Principais espécies
O género Salix compreende cerca de 400 espécies:
- Salix acutifolia Willd.
- Salix aegyptiaca  L.
- Salix alaxensis  (Andersson) Coville
- Salix alba L.
  - Salix alba ssp. vitellina 'Tristis'
- Salix amplexicaulis  Bory & Chaub.
- Salix amygdaloides  Andersson
- Salix ansoniana  J. Forbes
- Salix apennina  A. K. Skvortsov
- Salix apoda  Trautv.
- Salix appendiculata  Vill.
- Salix arbuscula  L.
- Salix arctica  Pall.
- Salix argyracea  E. L. Wolf
- Salix arizonica  Dorn
- Salix armenorossica  A. K. Skvortsov
- Salix atrocinerea  Brot.
- Salix aurita  L.
- Salix babylonica L. - Sauce llorón
- Salix balfouriana  C. K. Schneid.
- Salix barclayi  Andersson
- Salix bebbiana  Sarg.
- Salix bicolor  Willd.
- Salix bikouensis  Y. L. Chou
- Salix bonplandiana  Kunth
- Salix brachycarpa  Nutt.
- Salix breviserrata  Flod.
- Salix burjatica  Nasarow
- Salix burqinensis  Chang Y. Yang
- Salix caesia  Vill.
- Salix calliantha  J.Kern.
- Salix canariensis Chr. Sm.
- Salix candida  Flüggé ex Willd.
- Salix cantabrica  Rech. f.
- Salix capensis  Thunb.
- Salix capitata  Y. L. Chou & Skvortsov
- Salix caprea L.
- Salix capusii  Franch.
- Salix carmanica  Bornm.
- Salix caroliniana  Michx.
- Salix caspica  Pall.
- Salix cavaleriei  H. Lév.
- Salix chaenomeloides  Kimura
- Salix cinerea  L.
- Salix cordata  Michx.
- Salix daphnoides Vill.
- Salix discolor Muhl.
- Salix drummondiana Barratt ex Hook.
- Salix elaeagnos Scop.
- Salix eriocephala Michx.
- Salix excelsa  S. G. Gmel.
- Salix exigua  Nutt.
- Salix fargesii  Burkill
- Salix floderusii  Nakai
- Salix fluviatilis  Nutt.
- Salix foetida  Schleich. ex DC.
- Salix fragilis L.
- Salix gilgiana   (Seemen)
- Salix glabra  Scop.
- Salix glauca  L.
- Salix glaucosericea  Flod.
- Salix gooddingii  C. R. Ball
- Salix gordejevii  Y. L. Chang & Skvortsov
- Salix graciliglans Nakai
- Salix gracilistyla Miq.
- Salix hastata  L.
- Salix hegetschweileri Heer
- Salix helvetica  Vill.
- Salix herbacea  L.
- Salix hookeriana  Barratt ex Hook.
- Salix humboldtiana  Willd.
- Salix humilis  Marshall
- Salix hylematica  C. K. Schneid.
- Salix integra  Thunb.
- Salix irrorata  Andersson
- Salix japonica  Thunb.
- Salix jessoensis  Seemen
- Salix koreensis  Andersson
- Salix koriyanagi  Kimura ex Goerz
- Salix laggeri  Wimm.
- Salix lanata  L.
- Salix lapponum  L.
- Salix lasiolepis  Benth.
- Salix lemmonii  Bebb
- Salix lindleyana  Wallace ex Andersson
- Salix linearistipularis  (Franch.) K. S. Hao
- Salix longiflora Andersson
- Salix longistamina Z. Wang & P. Y. Fu
- Salix lucida Muhl.
- Salix luctuosa H. Lév.
- Salix magnifica Hemsl.
- Salix matsudana Koidz.
- Salix maximowiczii Kom.
- Salix medwedewii Dode
- Salix melanopsis Nutt.
- Salix microstachya Turcz.
- Salix mielichhoferi Saut.
- Salix miyabeana Seemen
- Salix moupinensis Franch.
- Salix muscina  Dode ex Flod.
- Salix myricoides  Muhl.
- Salix myrsinifolia  Salisb.
- Salix myrsinites  L.
- Salix myrtilloides  L.
- Salix neowilsonii  W. P. Fang
- Salix nigra  Marshall
- Salix nivalis  Hook.
- Salix pantosericea Goerz
- Salix paraplesia  C. K. Schneid.
- Salix pauciflora  Koidz.
- Salix pedicellata  Desf.
- Salix pellita  Andersson
- Salix pentandra  L.
- Salix petiolaris  Sm.
- Salix phlebophylla  Andersson
- Salix phylicifolia  L.
- Salix planifolia  Pursh
- Salix polaris  Wahlenb.
- Salix psammophila  Z. Wang & Chang Y. Yang
- Salix purpurea  L.
- Salix pyrenaica  Gouan
- Salix pyrifolia  Andersson
- Salix pyrolifolia  Ledeb.
- Salix rehderiana  C. K. Schneid.
- Salix repens  L.
- Salix reptans  Rupr.
- Salix reticulata  L.
- Salix retusa  L.
- Salix retusoides J.Kern.
- Salix rorida  Lacksch.
- Salix rosmarinifolia  L.
- Salix sajanensis  Nasarow
- Salix salviifolia  Brot.
- Salix schwerinii  E. L. Wolf
- Salix scouleriana  Barratt ex Hook.
- Salix sericea  Marshall
- Salix serissima  (L. H. Bailey) Fernald
- Salix serpyllifolia  Scop.
- Salix silesiaca  Willd.
- Salix sitchensis  C. A. Sanson ex Bong.
- Salix siuzevii  Seemen
- Salix starkeana  Willd.
- Salix subopposita  Miq.
- Salix subserrata  Willd.
- Salix suchowensis  W. C. Cheng
- Salix sungkianica  Y. L. Chou & Skvortsov
- Salix taxifolia  Kunth
- Salix tenuijulis  Ledeb.
- Salix tetrasperma  Roxb.
- Salix triandra  L.
- Salix turanica  Nasarow
- Salix turfacea  G. Haller ex Münchh.
- Salix udensis  Trautv. & C. A. Mey.
- Salix uva-ursi  Pursh
- Salix variegata  Franch.
- Salix viminalis  L. - Mimbrera
- Salix vulpina  Andersson
- Salix waldsteiniana  Willd.
- Salix wallichiana  Andersson
- Salix wilhelmsiana  M. Bieb.
- Salix wilsonii  Seemen
- Salix yezoalpina  Koidz.